# Timuquanan
Timuquanan je ime bivše porodice indijanskih jezika u povijesno doba raširena na područjima Floride i susjedne Georgije. Powell ovu porodicu drži za samostalnu. Kasnije se tretira kao jedna od skupina porodice Muskhogean. Tek se u novije vrijeme drži da bi mogla biti ogranak porodice Arawakan, točnije grane Taino, inače nekada rasprostranjenih po Velikim Antilima. Kao vješti pomorci neka Taino plemena dolutala su skroz na obale Floride koju su držali u svojim rukama do najezde Europljana i prodirućih Seminola, koja su se ugnijezdila na floridskom poluotoku. Većina ovih plemena što su se naselila na američkom kopnu nestala su u ratovima, a ostaci su deportirani na Kubu.  
Njihovih potomaka ima i danas, a sebe drže da su porijeklom od starih Taina. Predstavnici bivše Timuquanan porodice, koja je dobila ime po Timucua Indijancima su: Acuera, Fresh Water, Icafui, Mocoço, Ocale, Onatheaqua, Osochi, Pohoy, Potano, Saturiwa, Surruque, Tacatacuru, Tawasa, Timucua (Utina), Tocobaga, Yui, Yufera, Yustaga.

## Vanjske poveznice
- Timuquanan Family